# Un dimanche fructueux
Un dimanche fructueux (A Fruitful Sunday), aussi intitulée Le Fruit d'un dimanche, est une nouvelle policière d'Agatha Christie.
Initialement publiée le 11 août 1928 dans le journal Daily Mail au Royaume-Uni, cette nouvelle a été reprise en recueil en 1934 dans The Listerdale Mystery and Other Stories au Royaume-Uni. Elle a été publiée pour la première fois en France dans le recueil Douze nouvelles en 1963.

## Résumé
Par un beau week-end, Edward et Dorothy prennent leur auto et s'en vont en pique-nique.
Dorothy achète un petit panier de cerises à un marchand. Une fois les fruits dégustés, le couple découvre au fond du panier un collier de diamants !
Edward et Dorothy se demandent ce qu'ils doivent faire : tenter de retrouver le marchand et lui restituer le collier ? amener le collier à la police ? passer une petite annonce ? garder le collier sans en parler à quiconque ?
Le questionnement sera de courte durée. Dès le lendemain, ils apprennent en lisant le journal qu'il s'agissait d'une opération publicitaire d'une entreprise et que le collier n'a aucune valeur marchande.

## Personnages
- Edward Palgrove
- Dorothy Palgrove

## Publications
Avant la publication dans un recueil, la nouvelle avait fait l'objet de publications dans des revues :
- le 11 août 1928, au Royaume-Uni, dans le journal Daily Mail[1] ;
- en novembre 1953, au Royaume-Uni, dans le no 3 (vol. 3) de la revue MacKill’s Mystery Magazine[2].

La nouvelle a ensuite fait partie de nombreux recueils :
- en 1934, au Royaume-Uni, dans The Listerdale Mystery and Other Stories[1] (avec 11 autres nouvelles) ;
- en 1963, en France, dans Douze nouvelles, recueil réédité en 1968 sous le titre « Le Mystère de Listerdale » (adaptation du recueil de 1934) ;
- en 1971, aux États-Unis, dans The Golden Ball and Other Stories[1] (avec 14 autres nouvelles).